# Futsal Klub Lučenec
Il Futsal Klub Lučenec è una società slovacca di calcio a 5, fondata nel 2015 con sede a Lučenec.

## Palmarès
- Campionato slovacco: 4
2019-2020, 2020-2021, 2021-2022, 2022-2023
- Coppa di Slovacchia: 1
2022-2023